# Moviment Islàmic de Salvació d'Eritrea
Moviment Islàmic de Salvació d'Eritrea (àrab Harakat al Khalas al-Islami, anglès Islamic Salvation Movement) és un moviment armat d'oposició d'Eritrea sorgit el 1998 d'una facció del Moviment de la Gihad Islàmica d'Eritrea. El 2004 va canviar el seu nom pel de Partit Islàmic per la Justícia i el Desenvolupament. El 2009 es va unir a tres moviments de les planes occidentals formant l'aliança anomenada Front de Solidaritat d'Eritrea.